# Idaea nephelota
Idaea nephelota là một loài bướm đêm thuộc họ Geometridae. Nó được tìm thấy ở Úc.